# Henry Frederick Stuart, Prince of Wales

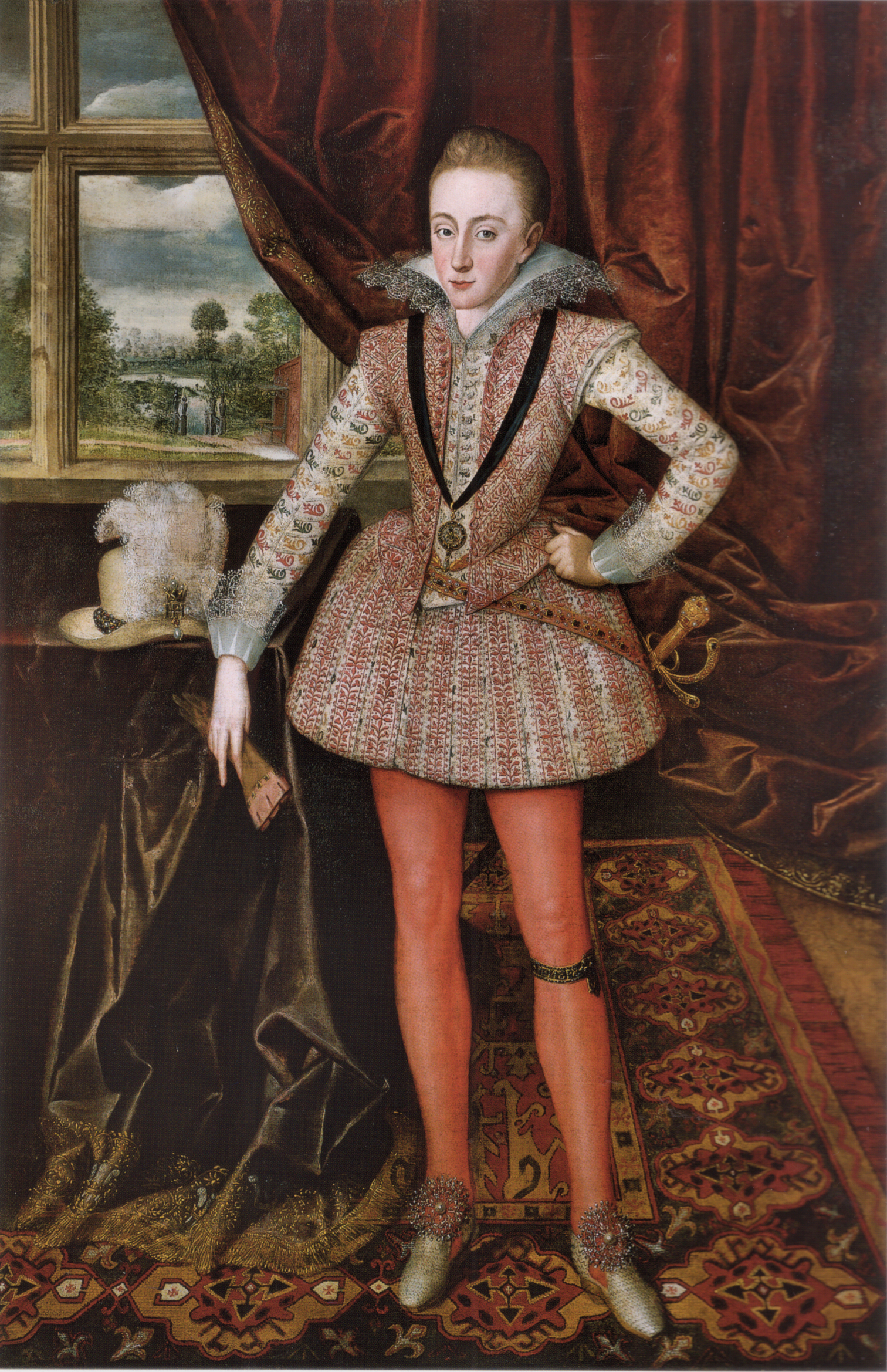
Henry Frederick, 1610

Wappen von Henry Frederick als Prince of Wales

Henry Frederick Stuart, Prince of Wales (* 19. Februar 1594 in Stirling Castle; † 6. November 1612) war der älteste Sohn von König Jakob I. und Anna von Dänemark.

## Leben
Er wurde in Stirling Castle geboren und erhielt als Heir apparent des Königs schon bei seiner Geburt die Titel Duke of Rothesay, Earl of Carrick und Lord of the Isles. Nachdem sein Vater 1603 auch den englischen Thron bestiegen hatte, wurde er zum Duke of Cornwall erhoben, sowie 1610 zum Prince of Wales und Earl of Chester.
Henry war die große Hoffnung nicht nur seiner Eltern, sein Tod im Alter von nur 18 Jahren wurde als Katastrophe für die Nation angesehen. Aus den Aufzeichnungen, die bei seiner Autopsie gemacht wurden, lässt sich schließen, dass er an Typhus starb. Seine Titel gingen auf seinen jüngeren Bruder Charles über, der bis dahin ein Leben im Schatten seines Bruders geführt hatte.
Henry wurde in Westminster Abbey beigesetzt.